# Chiesa di Santa Maria Assunta (Cimbergo)
La chiesa di Santa Maria Assunta è la parrocchiale di Cimbergo, in provincia e diocesi di Brescia; fa parte della zona pastorale della Media Val Camonica.

## Storia

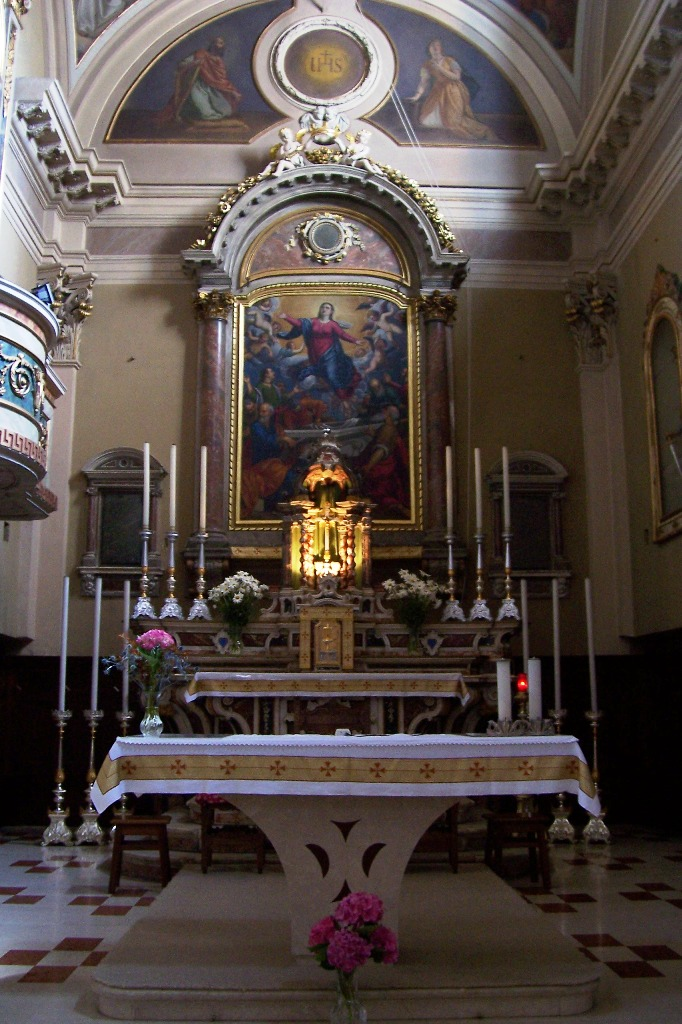
L'altare

Si sa che nel XIV secolo fu eretta la parrocchia di Cimbergo con territorio dismembrato da quella di Cemmo. La primitiva chiesa di Cimbergo, la quale era dedicata a San Martino, fu ricostruita tra i secoli XV e XVI. Questo edificio, tuttavia, già all'inizio del Seicento si rivelò insufficiente a soddisfare le esigenze della popolazione e si decise, così, di rifarlo. La nuova chiesa, dedicata a Santa Maria Assunta, fu edificata nel 1613. La parrocchiale venne completata in alcune sue parti nel 1700 e, nel 1735, le fu concesso il fonte battesimale. Nel 1851 venne innalzato il campanile e, nel 1860, fu costruita su progetto di Giovanni Maria Donati l'attuale parrocchiale. Nel 1868 furono posti l'organo nella chiesa ed un nuovo concerto di campane nel campanile. Infine, l'organo venne riparato nel 1955 da Armando Maccarinelli.

## Interno
Opere di pregio custodite all'interno della chiesa sono la pala di Sante Cattaneo raffigurante la Natività della Beata Vergine Maria, un'altra con Santa Maria Assunta, una terza il cui soggetto è la Madonna del Rosario ed un'ultima con la Natività di san Giovanni Battista, opera di Anna Baldissera, ed i vari affreschi, rappresentanti la Glorificazione della Vergine, l'Assunzione, la Presentazione al Tempio, Gesù che caccia i profanatori del Tempio e l'Annunciazione.